# Caroline Vreeland
Caroline Olivia Zickerick (Washington D. C., 26 de octubre de 1987), conocida profesionalmente como Caroline Vreeland, es una cantante y compositora, actriz, modelo y columnista germano-estadounidense.

## Primeros años
Nació como Caroline Olivia Zickerick en Washington, D. C., hija de Daisy Vreeland y Michael Zickerick. Su padre, diplomático alemán, fue embajador de Alemania en Moldavia y director general del Instituto Alemán de Taipéi, en Taiwán. Su bisabuela materna fue la editora de moda Diana Vreeland. Es sobrina nieta del diplomático estadounidense Frederick Vreeland y prima hermana del abad budista Nicholas Vreeland. Pasó cuatro meses de su infancia viviendo en la Embajada de Alemania en Kingston (Jamaica), mientras su padre estaba destinado allí. Más tarde, su padre tuvo una aventura y sus padres se divorciaron. La madre de Vreeland los trasladó a un ashram de Siddha Yoga en el norte del estado de Nueva York. Dejaron Nueva York y se mudaron con sus abuelos a Belvedere, en la bahía de San Francisco. Tras terminar el instituto, se trasladó a Los Ángeles para dedicarse a la música.

## Carrera
Vreeland trabajó como camarera y barman en Los Ángeles mientras seguía su carrera musical. A los veintiún años filmó un episodio piloto de un reality show producido por Ryan Seacrest. El programa no pasó de la producción. En 2013 fue concursante de la duodécima temporada de American Idol, pero fue expulsada del concurso una vez que se reveló que había trabajado previamente con Seacrest.
En 2014, Vreeland firmó con el sello musical boutique BlessandSee y comenzó a hacer música a tiempo completo. Comenzó a trabajar en su EP en 2015 y lanzó un sencillo, Unbreakable Love. Su EP de seis canciones titulado Like a Woman Like a Drunkard Like an Animal, que produjo por su cuenta, fue lanzado en 2018. Ha citado a Fiona Apple y Portishead como influencias musicales. Comenzó a trabajar en un segundo proyecto musical, titulado Please Feel, en 2018.
En febrero de 2019, Vreeland actuó en la 21.ª Gala fe amfAR de Nueva York, que abre la Semana de la Moda de Nueva York y recauda fondos para la investigación del sida.

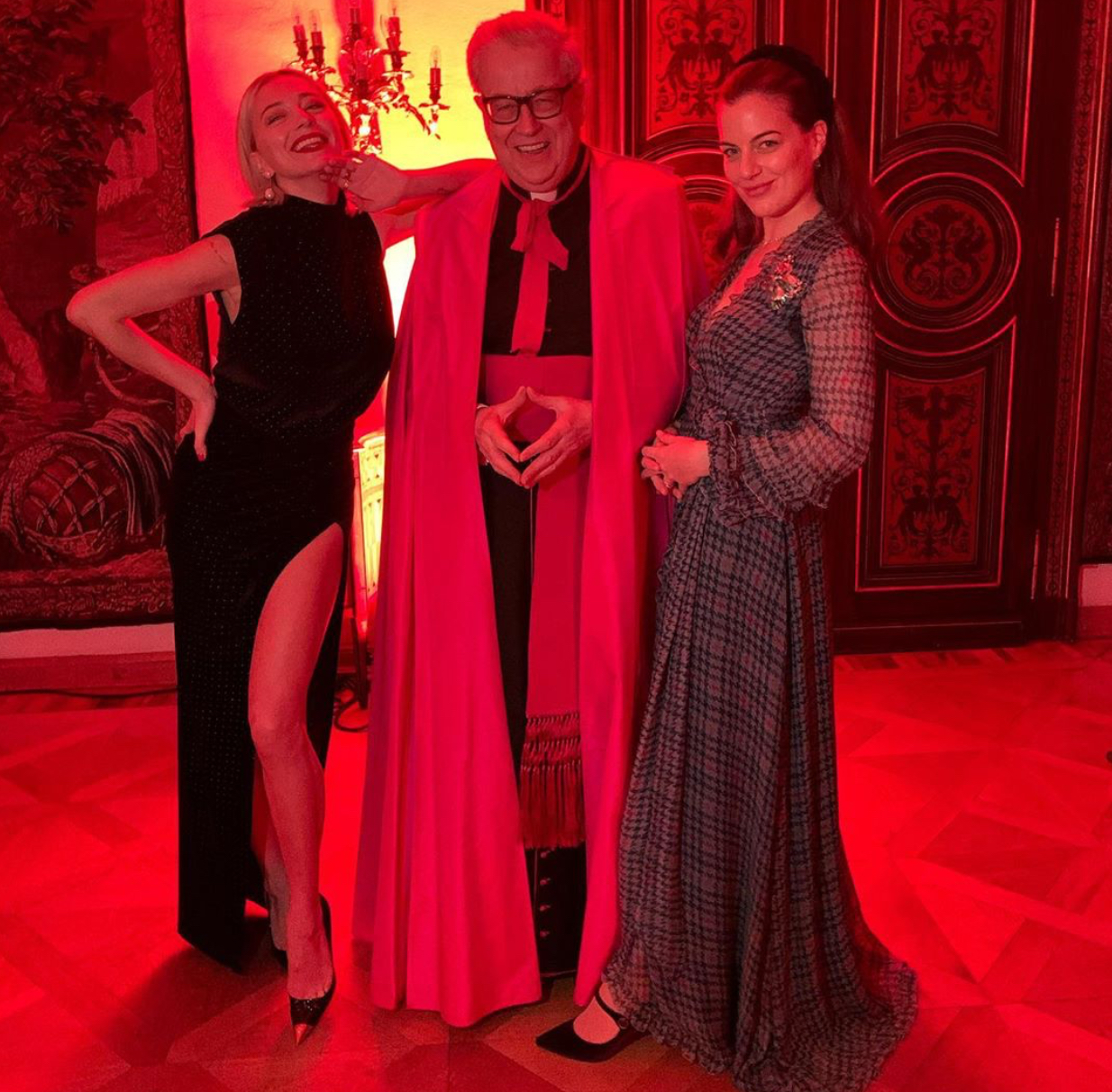
Vreeland con el obispo católico alemán Wilhelm Imkamp y Cleo von Adelsheim, princesa heredera de Oettingen-Spielberg, tras una actuación en diciembre de 2019.

Vreeland ha firmado con Next Models y tuvo su primer trabajo como modelo en un despliegue editorial para Vogue Italia. Después de su trabajo fue descubierta por Carine Roitfeld, ex editora en jefe de Vogue París, quien la invitó a modelar en un editorial en CR Fashion Book. En 2018 Vreeland comenzó a trabajar en CR Fashion Book como escritora con su propia columna, "Going to Bed with Caroline Vreeland". En junio de 2016 apareció en la portada de Harper's Bazaar Rusia. En 2019 desfiló en la pasarela de la colección Otoño/Invierno 2019/20 de Marco De Vincenzo en la Semana de la Moda de Milán.
Vreeland debutó como actriz en la película de suspense de 2007 Children of Moloch. En 2016 protagonizó el cortometraje francés Diary. En 2018 consiguió un papel recurrente en la serie de televisión Star.
En octubre de 2019, Vreeland actuó en el Casino de Montecarlo para los miembros de la familia principesca monegasca.
Vreeland lanzó su primer álbum completo, titulado Notes on Sex and Wine, el 28 de febrero de 2020.

## Vida personal
Vreeland tiene doble nacionalidad, estadounidense y alemana. Es vegetariana. Vreeland se identifica como sexualmente fluida. En 2016 mantuvo una relación con la fotógrafa Tasya van Ree.
Vreeland salió con el restaurador cubano Jason Odio.
En 2019, Vreeland conoció a Nicolas Rico, un organizador canadiense de festivales de arte, en Art Basel. Se casaron en una pequeña ceremonia privada el 7 de diciembre de 2020 en el ático del Hotel Ludlow, en el Lower East Side de Manhattan. Debido a la pandemia de coronavirus en Estados Unidos, solo asistieron diez invitados a la boda. En febrero de 2022 dio a luz a su primer hijo.